# دييغو سيورسياري
دييغو سيورسياري (بالإسبانية: Diego Ciorciari)‏ مواليد 2 مارس 1980 في سانتا في، هو لاعب كرة سلة أرجنتيني. بدأ مسيرته الاحترافية في سنة 1998. يلعب في دوري كرة السلة الوطني الأرجنتيني كلاعب هجوم خلفي. يحمل الرقم 9. يبلغ طوله 6 قدم 1 بوصة (1.9 م).

## المسيرة الاحترافية
لعب مع إس إس فليتشي سكاندون في الدوري الإيطالي في سنة 2002، ثم لعب مع باسكت سرقسطة 2002 في الدوري الإسباني في موسم 2003–2004، ثم لعب مع بلباو باسكت في موسم 2004–2005، ثم لعب مع نادي بريوغان لكرة السلة في الدوري الإسباني في موسم 2006–2007، ثم لعب مع منورقة لكرة السلة من سنة 2009 إلى 2011.

## روابط خارجية
- دييغو سيورسياري على موقع الاتحاد الدولي لكرة السلة (الإنجليزية)
- دييغو سيورسياري على موقع الدوري الإسباني لكرة السلة (الإسبانية)
- دييغو سيورسياري على موقع كرة السلة الأوروبية.كوم (الإنجليزية)
- دييغو سيورسياري على موقع ريلجم (الإنجليزية)
- دييغو سيورسياري على موقع بروبوليرز (الإنجليزية)
- دييغو سيورسياري على موقع سبورتس رفرنس (الإنجليزية)